# Yamaoka Magokichi

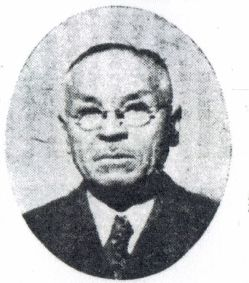
Magokichi Yamaoka, 1953

Yamaoka Magokichi (jap. 山岡 孫吉; * 22. März 1888; † 8. März 1962) war ein japanischer Unternehmer.
Yamaoka gründete 1912 das Maschinenbauunternehmen Yanmar. Vor dem Zweiten Weltkrieg studierte er in München. Er interessierte sich auch für Rudolf Diesel, weshalb er im Zuge seiner Forschungen öfter in Augsburg war. Nach dem Ende des Krieges, inzwischen wieder in seiner Firma, stiftete er dort im Wittelsbacher Park den Rudolf-Diesel-Gedächtnishain. 1955 wurde er mit der Rudolf-Diesel-Medaille ausgezeichnet. Auf sein Betreiben hin wurden 1959 die japanischen Städte Amagasaki und Nagahama, wo sich Produktionsstätten seiner Firma befanden, zu offiziellen Partnerstädten von Augsburg.